# 蜡梅科
蜡梅科（Calycanthaceae）是樟目中的一个小科，只有4属共11种，生长在热带和暖温带地区。
- 美洲夏蜡梅属 Calycanthus （共2-4种，生长在北美洲南部）
- 蠟梅屬 Chimonanthus （3-6种，生长在东亚）
- 奇子树属 Idiospermum （只有一种，生长在澳洲昆士兰）
- 夏蠟梅屬 Sinocalycanthus （只有一种，生长在东亚）

本科植物皆为灌木，高约2-4米，只有奇子树为高大乔木，花为红色或白色，花瓣螺旋状排列。